# Willi-Peter Sick
Willi-Peter Sick (* 10. November 1919 in Tiebensee; † 18. August 2006 in Heide) war ein deutscher Unternehmer und Politiker (DP, CDU).

## Leben und Beruf
Nach dem Besuch der Volksschule absolvierte Sick eine Ausbildung zum Industriekaufmann. Er leistete 1938 Reichsarbeitsdienst und nahm von 1939 bis 1945 als Soldat am Zweiten Weltkrieg teil, 1939/40 bei der Kriegsmarine und anschließend bei der Luftwaffe.
Sick war seit 1946 als Verwaltungsangestellter beim Arbeitsamt Heide beschäftigt. Er war 1952/53 Geschäftsführer des Arbeitgeberverbands Westküste und von 1953 bis 1972 Geschäftsführer der Industrie- und Handelskammer zu Flensburg. Später war er Geschäftsführer verschiedener kleinerer Unternehmen, u. a. eines Bauunternehmens. Von 1985 bis 1991 war er Präsident des Bundesverbands der Selbständigen (BDS).

## Partei
Sick war von 1947 bis 1957 Mitglied der Deutschen Partei (DP). 1960 schloss er sich der CDU an.

## Abgeordneter
Sick war von 1966 bis 1972 Kreistagsmitglied des Kreises Norderdithmarschen bzw. des Kreises Dithmarschen. 
Von 1972 bis 1983 war er Mitglied des Deutschen Bundestages. 
Willi-Peter Sick ist 1980 über die Landesliste Schleswig-Holstein und davor stets als direkt gewählter Abgeordneter des Wahlkreises Nordfriesland - Dithmarschen-Nord in den Bundestag eingezogen.

## Veröffentlichungen
- Mittelstandspolitik ist Gesellschaftspolitik. Berlin 1994